# Millersburg (Kentucky)
Pour les articles homonymes, voir Millersburg.
Millersburg est une municipalité du comté de Bourbon, dans l’État du Kentucky, aux États-Unis. Sa population s’élevait à 792 habitants lors du recensement de 2010.

## Géographie
La ville se trouve à 42 km au nord-est de Lexington et à 92 km au sud de Cincinnati.